# Ronde van Spanje 2014/Tiende etappe
De tiende etappe van de Ronde van Spanje 2014 werd, na de rustdag van 1 september, gereden op 2 september 2014. Het was een tijdrit over 34,5 km van Real Monasterio de Santa María de Veruela naar Borja. De Duitse favoriet Tony Martin was de snelste. De Spanjaard Alberto Contador nam de leiderstrui over.

## Ritverslag
Tony Martin en Fabian Cancellara waren de topfavorieten voor de zege in deze tijdrit. Op de klim namen Rigoberto Urán, Samuel Sánchez, Alejandro Valverde en Alberto Contador echter voorsprong op Martin. Nairo Quintana kon de schade beperken tot hij door een onhandigheid viel. Hij verloor twee minuten en daarmee ook de kans op de eindzege. Uiteindelijk haalde Martin in het vlakkere gedeelte zijn achterstand in en won.

## Uitslagen
| Rituitslag |                    |                         |         |
| Plaats     | Naam               | Ploeg                   | Tijd    |
| Winnaar    | Tony Martin        | Omega Pharma-Quick-Step | 47'02"  |
| 2          | Rigoberto Urán     | Omega Pharma-Quick-Step | + 15"   |
| 3          | Fabian Cancellara  | Trek Factory Racing     | + 18"   |
| 4          | Alberto Contador   | Tinkoff-Saxo            | + 39"   |
| 5          | Samuel Sánchez     | BMC Racing Team         | + 48"   |
| 6          | Cadel Evans        | BMC Racing Team         | + 49"   |
| 7          | Vasil Kiryjenka    | Team Sky ProCycling     | + 58"   |
| 8          | Alejandro Valverde | Team Movistar           | + 1'01" |
| 9          | Jesse Sergent      | Trek Factory Racing     | + 1'13" |
| 10         | Chris Froome       | Team Sky ProCycling     | + 1'32" |
|            |                    |                         |         |
| 11         | Pieter Serry       | Omega Pharma-Quick-Step | + 1'32" |

| Algemeen Klassement |                    |                         |           |
| Plaats              | Naam               | Ploeg                   | Tijd      |
| Rode trui           | Alberto Contador   | Tinkoff-Saxo            | 36u45'49" |
| 2                   | Alejandro Valverde | Team Movistar           | + 27"     |
| 3                   | Rigoberto Urán     | Omega Pharma-Quick-Step | + 59"     |
| 4                   | Winner Anacona     | Lampre-Merida           | + 1'12"   |
| 5                   | Chris Froome       | Team Sky ProCycling     | + 1'18"   |
| 6                   | Joaquím Rodríguez  | Team Katjoesja          | + 1'37"   |
| 7                   | Samuel Sánchez     | BMC Racing Team         | + 1'41"   |
| 8                   | Fabio Aru          | Astana Pro Team         | + 2'27"   |
| 9                   | Robert Gesink      | Belkin-Pro Cycling Team | + 2'38"   |
| 10                  | Damiano Caruso     | Cannondale              | + 2'59"   |
|                     |                    |                         |           |
| 19                  | Maxime Monfort     | Lotto Belisol           | + 6'39"   |

| Puntenklassement |                  |                     |        |
| Plaats           | Naam             | Ploeg               | Punten |
| Groene trui      | John Degenkolb   | Team Giant-Shimano  | 87     |
| 2                | Nacer Bouhanni   | FDJ.fr              | 74     |
| 3                | Michael Matthews | Orica GreenEDGE     | 71     |
|                  |                  |                     |        |
| 9                | Jasper Stuyven   | Trek Factory Racing | 34     |
| 28               | Pim Ligthart     | Lotto Belisol       | 16     |

| Bergklassement        |                |                        |        |
| Plaats                | Naam           | Ploeg                  | Punten |
| Bolletjestrui (blauw) | Lluís Mas      | Caja Rural-Seguros RGA | 20     |
| 2                     | Winner Anacona | Lampre-Merida          | 18     |
| 3                     | Jérôme Cousin  | Team Europcar          | 13     |
|                       |                |                        |        |
| 13                    | Pim Ligthart   | Lotto Belisol          | 5      |

1e etappe ·
2e etappe ·
3e etappe ·
4e etappe ·
5e etappe ·
6e etappe ·
7e etappe ·
8e etappe ·
9e etappe ·
10e etappe ·
11e etappe ·
12e etappe ·
13e etappe ·
14e etappe ·
15e etappe ·
16e etappe ·
17e etappe ·
18e etappe ·
19e etappe ·
20e etappe ·
21e etappe
Startlijst · Eindstanden · Afbeeldingen